# Karaburun–Sazan Tengeri Nemzeti Park
A Karaburun–Sazan Tengeri Nemzeti Park (albán Parku Kombëtar Detar Karaburun–Sazan) 2010-ben létrehozott, 12 428 hektáron elterülő nemzeti park Albánia délnyugati részén, amely a Rrëza e Kanalit hegység, a Karaburun-félsziget és a Sazan-sziget partvidékének vízi élőhelyeit oltalmazza. A balkáni ország egyetlen tengeri nemzeti parkja, amely nem a parti élőterületeket, hanem kifejezetten a part menti sekélyebb vizek védelmét biztosítja a parttól mért 1,9 kilométeres sávban. A nemzeti park két különálló területből áll. Egyfelől a Rrëza e Kanalit keleti oldalának partjait, valamint a Karaburun-félszigetet környező vizeket védi a palasai torkolattól a Karaburun északkeleti részén található Shën Vasil-fokig (Kepi i Shën Vasilit). Ez a 9849 hektáros terület a Jón-tenger, a Mezokanal-szoros és a Vlorai-öböl partvidékére terjed ki részlegesen. Másik része az Adriai-tenger és a Vlorai-öböl találkozásánál fekvő Sazan-sziget élővizeit védi csaknem a sziget teljes kerületében, a kikötőként használt északkeleti Szent Miklós-öböl (Gjiri i Shën Kollit) kivételével.
A nemzeti parki védettséget a part menti vizek gazdag ökoszisztémája indokolja. Az algafajokban és neptunfűben gazdag sekélyebb vizek, tengeri barlangok, korallzátonyok bővelkednek a szivacs-, csalánozó-, kagyló-, rák-, tüskésbőrű- (tengericsillagok és tengerisünök), hal- és hüllőfajokban, de emlősök is élnek ezekben a part menti vizekben (delfinek, mediterrán barátfóka). A partok mentén több helyütt merülőhelyeket alakítottak ki, ezek közül leglátványosabb a Sazan-szigetnél található Ördögtorok-korallzátony (Bariera Koralore e Grykës së Diallit). A nemzeti park további kiemelt helyei a Grama-öböl és sziklafalának ókori feliratai, Haxhi Alia 17. századi kalózvezér monumentális barlangja (Shpella e Haxhi Alisë). A nemzeti park több öble elzártsága miatt kedvelt strandolóhely: a Karaburun-félszigeten a Shën Vasil-, Dhimkushta-, Shën Jan- és Brisag-strand, a Rrëza e Kanalit oldalában a Llaviz- (Gjiri i Llavizit) és a Medve-öböl (Gjiri i Ariut).